# 岡精逸
岡 精逸（おか せいいつ、1852年（嘉永5年8月）- 1908年（明治41年）1月30日）は、明治期の農業経営者、政治家。衆議院議員、兵庫県会議長。

## 経歴
但馬国七美郡口大谷村（兵庫県七美郡兎塚村、美方郡兎塚村、村岡町を経て現香美町村岡区）で、郷士の家に生まれた。漢学を修めた。
副戸長兼小学校世話掛、戸長、村会議員、郡連合会議員、同議長などを務めた。1879年（明治12年）兵庫県会議員に選出。その後、七美郡・二方郡長を務めた。兵庫県会議員に再選され、同議長、同郡部会議長にも在任。その他、学区連合会議員、郡勧業会会頭、郡徴兵参事員、所得税調査委員、郡組合会議長などを務めた。
1892年（明治25年）2月、第2回衆議院議員総選挙（兵庫県第9区）で初当選し、以後、第4回総選挙まで2回再選され、衆議院議員に連続3期在任した。
また、愛国新聞社長に就任した。

## 国政選挙歴
- 第1回衆議院議員総選挙（兵庫県第9区、1890年7月、自由党）次点落選[6]
- 第2回衆議院議員総選挙（兵庫県第9区、1892年2月、弥生倶楽部）当選[6]
- 第3回衆議院議員総選挙（兵庫県第9区、1894年3月、自由党）当選[6]
- 第4回衆議院議員総選挙（兵庫県第9区、1894年9月、自由党）当選[7]
- 第6回衆議院議員総選挙（兵庫県第9区、1898年8月、憲政党）次点落選[7]